# Boker-Heide-Kanal

Verlauf des Boker-Heide-Kanals parallel zur Lippe

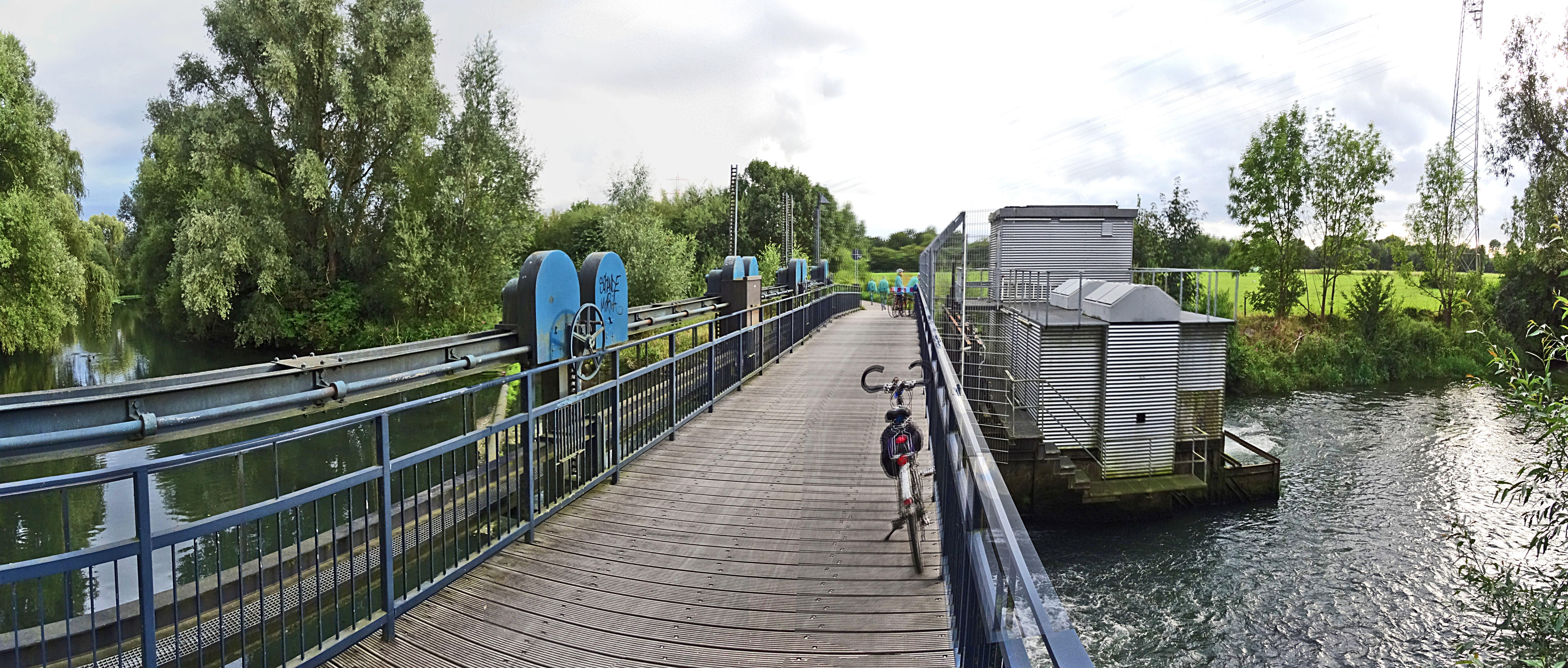
Boker Kanal, Abtrennung bei Schloß Neuhaus

Der Boker-Heide-Kanal (auch kurz Boker Kanal genannt) ist ein 32 km langer künstlicher Wasserkanal zwischen Paderborn und Lippstadt in Nordrhein-Westfalen. Der 1853 in Betrieb genommene Bewässerungskanal ist ein bedeutendes technisches Kulturdenkmal Westfalens.
Der Kanal verdankt seinen Namen der Boker Heide, der Heidelandschaft rund um die Ortschaft Boke, die einen westlichen Ausläufer der Senne darstellt.

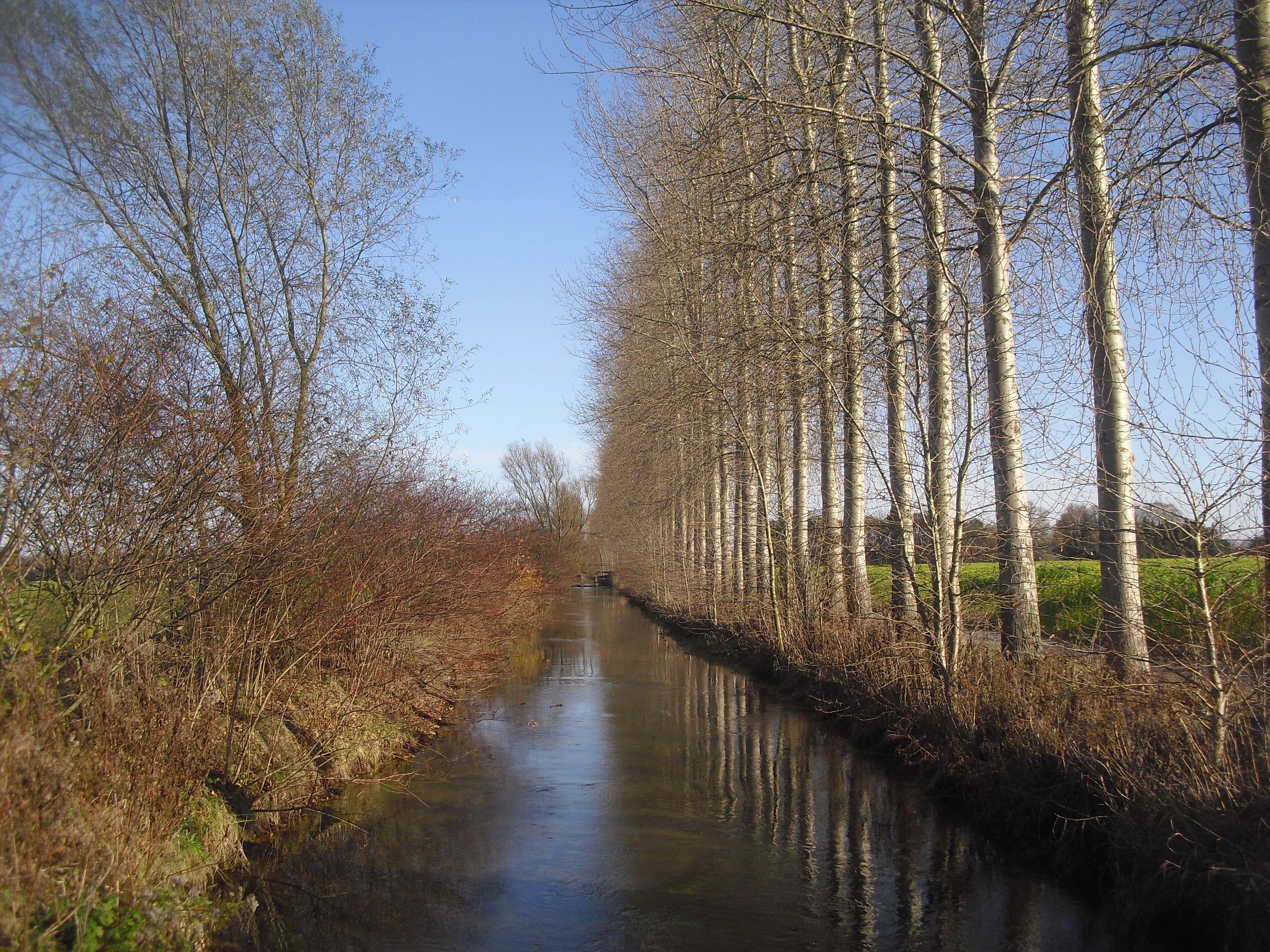
Boker-Heide-Kanal

## Verlauf
Der Kanal beginnt westlich von Paderborn-Schloß Neuhaus, wo er 150 m nach dem Zusammenfluss von Lippe und Alme in nordwestlicher Richtung von der Lippe abzweigt.
Der Kanal umfließt den Lippesee und den Paderborner Stadtteil Sande nördlich und wendet sich danach in westlicher bis südwestlicher Richtung Lippstadt zu. Im weiteren Verlauf – parallel zur Lippe – passiert er Delbrück, Boke, Hagen und Lippstadt und mündet westlich des Lippstädter Stadtteils Cappel in die Glenne, die selbst kurz darauf in die Lippe mündet.

## Geschichte
Das Sennegebiet mit seinen kargen Sandböden war von jeher das Armenhaus Westfalens. Schon im 11. Jahrhundert hatte der Paderborner Bischof Meinwerk Pläne für die Bewässerung der Senne bei gleichzeitiger Entwässerung der zahlreichen Sümpfe. Das Gebiet der Boker Heide zwischen der Ems im Norden und der Lippe im Süden war geprägt durch üppigen Heidebewuchs, magere Kiefernbestände sowie Riedgrasflächen und diente als Allmende der Bevölkerung und Schafweide der Herren von Boke. Die auf die Bauernbefreiung zu Beginn des 19. Jahrhunderts folgende Allmende-Aufteilung führte zur Ansiedlung von Neubauern, die die Sandböden umbrachen und kultivierten. Die Bodenerträge waren jedoch sehr gering; die Bauern lebten unter ärmlichsten Bedingungen.
Im Jahr 1834 regte der erste Oberpräsident der preußischen Provinz Westfalen, Ludwig Freiherr von Vincke, der mit den örtlichen Verhältnissen vertraut war, den Bau eines Lippeseitenkanals zur Bewässerung der Boker Heide an. 1849 begann der Wasserbauingenieur und preußische Baubeamte Hermann Wurffbain, den alten Plan Bischof Meinwerks zu verwirklichen, die Boker Heide durch künstliche Bewässerung in Kulturland zu verwandeln, indem er das Projekt der Regierung in Berlin vorlegte. Durch das am 24. Juli 1850 von König Friedrich Wilhelm IV. erlassene Gesetz Nr. 32 wurde die Meliorations-Sozietät Boker Heide geschaffen.
Nach der Gründung der Genossenschaft und der Genehmigung des 324.000 Taler umfassenden Darlehens durch den preußischen Staat musste die große Zahl der Grundstückseigentümer in dem 5425 Morgen großen Gebiet für den Plan gewonnen werden. Nicht alle traten freiwillig bei, da viele – teils aus bäuerlichem Misstrauen, teils aus Mangel an Kapital – die baulichen Veränderungen auf ihrem Grund und Boden ablehnten. Nach dreijähriger Bauzeit wurde der Kanal 1853 in Betrieb genommen und 1855 der Sozietät übergeben. Die Gesamtkosten beliefen sich auf 537.000 Taler, also über 200.000 Taler höher als ursprünglich veranschlagt.
In den ersten Jahren kamen große Zweifel am Erfolg des Projekts auf. Der Kanal führte oft nicht genug Wasser, da es durch wilde Berieselungen, also die Bewässerung des Meliorationsgebietes ohne geordnete Rückläufe, verloren ging. Auch führte der Kanal aufgrund zu kleiner Entwässerungsgräben regelmäßig zu Überschwemmungen an verschiedenen Stellen. Diese Missstände wurden nach der Anlage des Lippestauwerks durch den Bau von Rückleitungen und die Erteilung des Rechts auf unbeschränkte Wasserentnahme aus der Lippe im Jahr 1865 behoben. Dieses Recht führte jedoch zu gerichtlichen Auseinandersetzungen mit der Lippeschifffahrt und den Lippstädter Mühlenbetrieben. So wurde das Ableitungsrecht so begrenzt, dass in der Lippe noch ein Mindestabfluss von 2,6 m³/s und in den Monaten Juli, August und November 1,9 m³/s verblieb.
Mit Beginn der künstlichen Düngung durch Thomasschlacke um 1900 war die Rentabilität des Kanals endgültig gesichert. Die Gesamtentstehungskosten waren – vor allem durch immer neue Baumaßnahmen zur Verbesserung des Systems – im Jahr 1898 auf insgesamt 1,5 Mio. Mark und im Jahr 1915 auf fast 1,9 Mio. Mark gestiegen.
Die überwiegende Nutzung der bewässerten Flächen als Grünland wurde nach dem Zweiten Weltkrieg zugunsten des Ackerbaus aufgegeben. Das erforderte auch eine Änderung der Bewässerungsform; so traten an die Stelle der ursprünglichen Flächenberieselung der Grundwassereinstau und in geringem Umfang die Beregnung. Dadurch ist der Wasserbedarf früherer Zeiten nicht mehr gegeben. Das alte Entnahmerecht hat noch immer Gültigkeit, kann aber nicht mehr in vollem Umfang ausgeübt werden, da der bauliche Zustand des Kanals dies nicht mehr zulässt. So wird heute unabhängig von der Jahreszeit eine Wassermenge von etwa 1 m³/s aus der Lippe in den Kanal geleitet.
Der heutige Betreiber des Kanals ist der Wasserverband Boker-Heide in Delbrück.

## Technische Daten

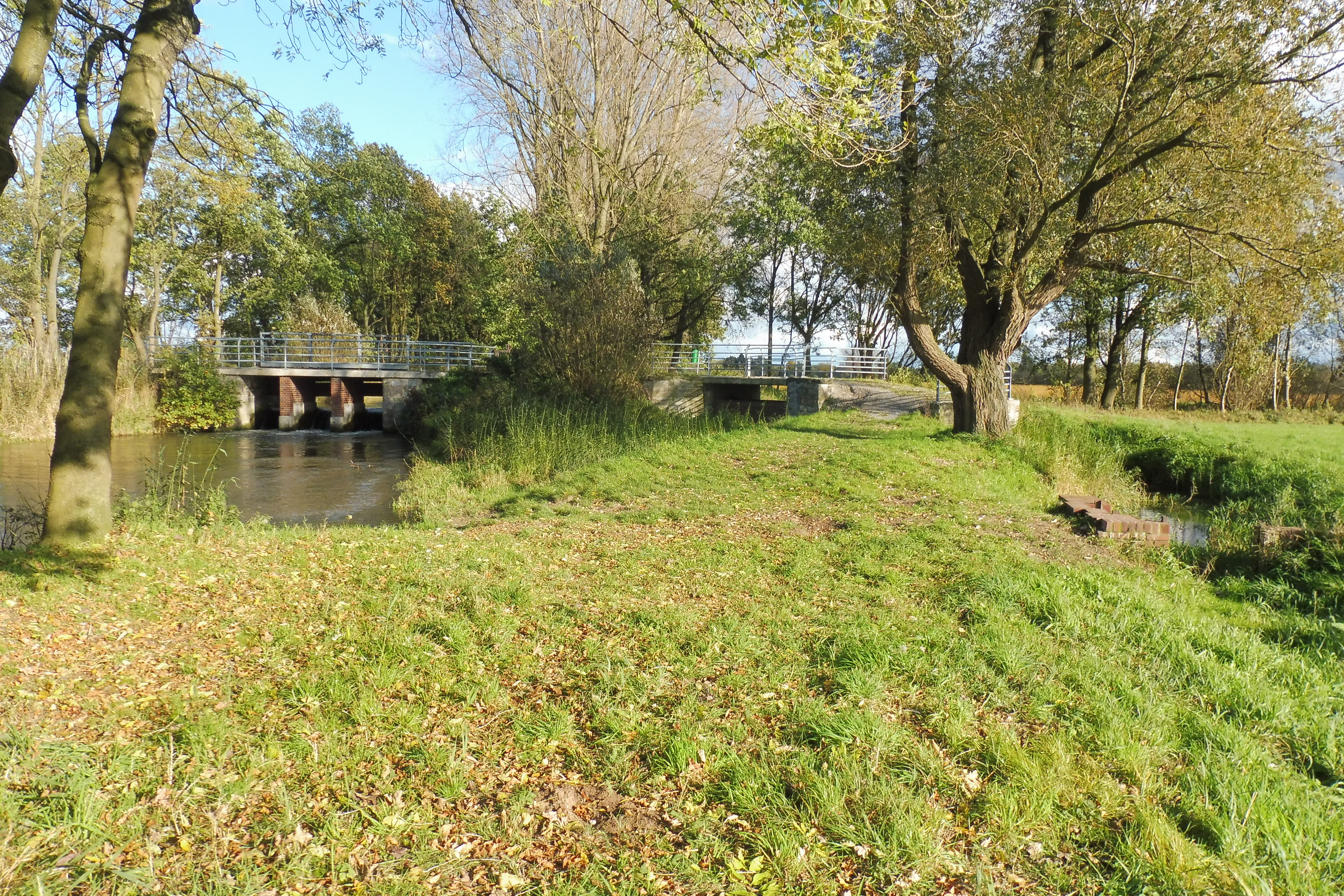
Neukirchs Schleuse bei Delbrück

Die Ableitung des Boker-Heide-Kanals von der Lippe erfolgt bei Paderborn-Schloß Neuhaus etwa 150 m hinter dem Zusammenfluss mit der Alme, um das natürliche Gefälle an dieser Stelle auszunutzen und so die Fließgeschwindigkeit im Kanal zu erhöhen. Die Einlassschleuse befindet sich etwa 380 m unterhalb der Wasserentnahme, damit die von der Lippe mitgeführten Sedimente sich ablagern können, bevor sie die Schleuse erreichen.
Der Kanal verläuft teilweise auf einem künstlichen Damm. Auf seiner 32 km langen Strecke passiert der Kanal 16 Wehre, einen Sohlabsturz und drei Wasserüberführungen, beispielsweise über die Thune auf Höhe des Lippesees. Ursprünglich gab es viele weitere Bauelemente, wie Unterleitungen und Rückleitungsschleusen, von denen viele nicht mehr existieren.

## Heutige Bedeutung
Der Boker-Heide-Kanal ist ein bedeutendes westfälisches Kulturdenkmal und hat mit seinen Schleusenanlagen und den langen begleitenden Baumreihen landschaftsprägende Bedeutung. Radwege laden längs des Kanals zum Radfahren ein. Seine Bedeutung als Bewässerungs- und Meliorationskanal hat der Kanal verloren; heute wird er vornehmlich zur Grundwasserregulierung genutzt. Zwei Kanalwärter bedienen die 16 funktionsfähigen Wehre, durch die das Wasser nach Bedarf auf die Wiesen und Felder ge- oder abgeleitet wird.

## Vorkommnisse
- Fischsterben am 13. Juni 2018: Durch eine Panne bei Bauarbeiten wurde zu wenig Wasser in den Kanal geleitet, wodurch der Kanal in Bereichen trockenfiel. Dieses führte zu einem umfangreichen Fischsterben.[1]